# ベットニセラス
ベットニセラス（学名 : Bettoniceras）は、前期ジュラ紀のプリンスバッキアンに生息していたアンモナイトの属。アンモナイト帯はDavoeiで、レイネスコエロセラスから派生し、Margaritatus帯で絶滅したとされる。また、プロダクティリオセラスがこの属から派生した可能性もある。この属の化石はヨーロッパ、モロッコ、チュニジア、チリで発見されている。場合によってこの属は有効な属ではなく、プロダクティリオセラスのシノニムと見なされることがある。

## 説明
この属のアンモナイトは螺旋状のような平面状の殻を持ち、また、ほとんどは単一の肋で結節はなかった。渦の断面は丸みを帯びていた。プロダクティオセラスとベットニセラスの唯一の違いは、後者に結節が存在しなかったこと。